# Guan Pinghu

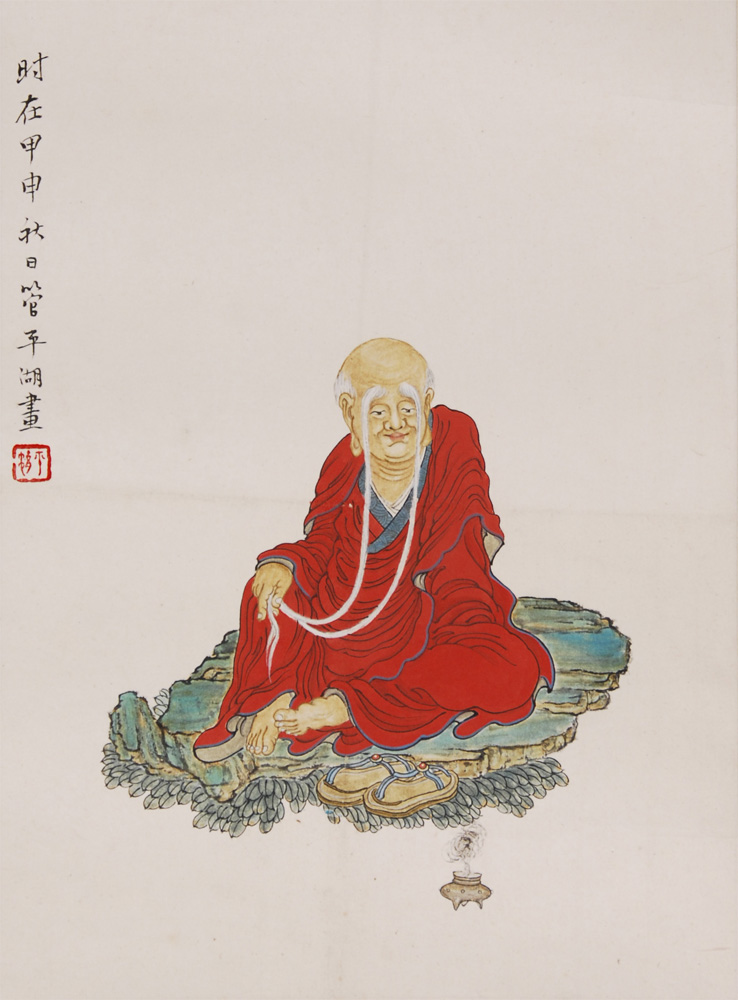
Von Guan Pinghu 1944 gemaltes Bild.

Guan Pinghu (chinesisch 管平湖, Pinyin Guǎn Pínghú; * 1895 in Suzhou, Jiangsu; † 1967) war ein Spieler der siebensaitigen chinesischen Wölbbrettzither guqin (古琴).
Er war seit 1952 als Lehrer und Forscher am zentralen Konservatorium (Zhongyang Yinyue Xueyuan) in Peking tätig.